# 李宝锟
李寶錕（1960年10月—），男，漢族，天津人，天津農學院林果系林果專業畢業，大學學歷。1982年12月參加工作，1985年6月加入中國共產黨。

## 生平
畢業於天津農學院林果系林果專業，後進入天津市武清縣工作並一路高升。2008年6月，任天津市武清區人民政府區長。2010年6月，轉任天津市北辰區人民政府區長。2011年10月，接替袁樹謙擔任中共天津市北辰區委書記。2013年10月，獲選為天津城市基礎設施建設投資集團黨委書記、董事長。2018年1月，當選天津市人大常委會民族宗教僑務委員會副主任委員。
2020年7月16日，天津市紀委監委宣布李寶錕涉嫌嚴重違紀違法，正在接受紀律審查和監察調查。